# Dimitri Anagnostopoulos
Dimitri Anagnostopoulos (griechisch Δημήτρης Αναγνωστόπουλος, bis 1996 Demetrios Agnos, * 11. Juni 1970) ist ein griechischer Schachspieler, der bis 1996 für den englischen Schachverband spielte.
Er spielte für Griechenland bei der Schacholympiade 1996. Außerdem nahm er an der europäischen Mannschaftsmeisterschaft (1997) teil.
Im Jahre 1991 wurde ihm der Titel Internationaler Meister (IM) verliehen. Der Großmeister-Titel (GM) wurde ihm 1996 verliehen.
| Hier fehlt eine Grafik, die leider im Moment aus technischen Gründen nicht angezeigt werden kann. Wir arbeiten daran! |